# Луговое (Кировский район, Крым)
Лугово́е (до 1945 года Мамбе́т-Аджи́-Ваку́ф, до нач. XX в. Мамбе́т-Аджи́; укр. Лугове, крымскотат. Mambet Acı, Мамбет Аджы) — исчезнувшее село в Кировском районе Крыма, располагавшееся на северо-западе района, в степной части Крыма, примерно в 1 км к северо-западу от современного села Ореховка.

## История
Идентифицировать Мамбет-Аджи среди, зачастую сильно искажённых, названий деревень Кефинскаго каймаканства в Камеральном Описании Крыма 1784 года пока не удалось. После присоединения Крыма к России (8) 19 апреля 1783 года, (8) 19 февраля 1784 года, именным указом Екатерины II сенату, на территории бывшего Крымского Ханства была образована Таврическая область и деревня была приписана к Левкопольскому, а после ликвидации в 1787 году Левкопольского — к Феодосийскому уезду Таврической области. После Павловских реформ, с 1796 по 1802 год, входила в Акмечетский уезд Новороссийской губернии. По новому административному делению, после создания 8 (20) октября 1802 года Таврической губернии, Мамбет-Аджи был включён в состав Байрачской волости Феодосийского уезда.
По Ведомости о числе селений, названиях оных, в них дворов… состоящих в Феодосийском уезде от 14 октября 1805 года , в деревне Мамбет-Аджи числилось 20 дворов и 126 жителей крымских татарй. На военно-топографической карте генерал-майора Мухина 1817 года деревня Мамбет обозначена с 22 дворами. После реформы волостного деления 1829 года Мамбет Аджи, согласно «Ведомости о казённых волостях Таврической губернии 1829 года», отнесли к Учкуйской волости (переименованной из Байрачской). На карте 1836 года в деревне 17 дворов. Затем, видимо, вследствие эмиграции крымских татар в Турцию, деревня опустела и на карте 1842 года Мамбет-Аджи обозначен условным знаком «малая деревня», то есть, менее 5 дворов.
В 1860-х годах, после земской реформы Александра II, деревню приписали к Шейих-Монахской волости. По обследованиям профессора А. Н. Козловского начала 1860-х годов, в селении «кроме солонцеватой воды из колодцев глубиною 2—4 сажени (от 4 до 8,5 м) другой воды не имеется». Согласно «Памятной книжке Таврической губернии за 1867 год», деревня Мамбет Аджи была покинута жителями в 1860—1864 годах, в результате эмиграции крымских татар, особенно массовой после Крымской войны 1853—1856 годов, в Турцию и заселена немцами-колонистами меннонитами, но это был другой Мамбет-Аджи. Старая деревня на трёхверстовой карте 1865—1876 года не обозначена.
Вновь в исторических документах селение встречается «…Памятной книжке Таврической губернии на 1892 год», согласно которой в безземельной деревне Мамбет-Аджи, не входившей ни в одно сельское общество, было 135 жителей, у которых домохозяйств не числилось.
После земской реформы 1890-х годов часть деревни приписали к Цюрихтальской волости, а другая — в Шейих-Монахской до ликвидации последней в начале 1890-х годов. По «…Памятной книжке Таврической губернии на 1902 год» в деревне Мамбет-Аджи, находившейся в частном владении, числилось 83 жителя в 18 домохозяйствах. По Статистическому справочнику Таврической губернии. Ч.II-я. Статистический очерк, выпуск пятый Феодосийский уезд, 1915 год, в деревне Мамбет-Аджи (вакуф) Цюрихтальской волости Феодосийского уезда числилось 20 дворов (все дворы безземельные) с татарским населением в количестве 9 человек приписных жителей и 117 «посторонних», из которых 68 мужчин и 58 женщин. Жители владели 2262Крупный текст десятинами удобной земли. В хозяйствах имелось 55 лошадей, 10 волов и 28 коров.
После установления в Крыму Советской власти, по постановлению Крымревкома от 8 января 1921 года была упразднена волостная система и село вошло в состав вновь созданного Владиславовского района Феодосийского уезда, а в 1922 году уезды получили название округов. 11 октября 1923 года, согласно постановлению ВЦИК, в административное деление Крымской АССР были внесены изменения, в результате которых округа ликвидировались и Владиславовский район стал самостоятельной административной единицей. Декретом ВЦИК от 4 сентября 1924 года «Об упразднении некоторых районов Автономной Крымской С. С. Р.» в октябре 1924 года район был преобразован в Феодосийский и село включили в его состав. Согласно Списку населённых пунктов Крымской АССР по Всесоюзной переписи 17 декабря 1926 года, в селе Мамбет-Аджи-Вакуф, Ак-Кобекского сельсовета Феодосийского района, числилось 38 дворов, все крестьянские, население составляло 171 человек, все татары, действовала татарская школа I ступени. Постановлением ВЦИК «О реорганизации сети районов Крымской АССР» от 30 октября 1930 года из Феодосийского района был выделен (воссоздан) Старо-Крымский район (по другим сведениям 15 сентября 1931 года) и село включили в его состав, а, с образованием в 1935 году Кировского — в состав нового района. Видимо, в ходе той же реорганизации, был образован Мамбет-Аджи-Вакуфский сельсовет, поскольку на 1940 год он уже существовал. По данным всесоюзной переписи населения 1939 года в селе проживало 203 человека.
В 1944 году, после освобождения Крыма от фашистов, согласно постановлению ГКО № 5859 от 11 мая 1944 года, 18 мая крымские татары были депортированы в Среднюю Азию. 12 августа того же года было принято постановление № ГОКО-6372с «О переселении колхозников в районы Крыма» и в сентябре того же года в район приехали первые переселенцы, 428 семей, из Тамбовской области, а в начале 1950-х годов последовала вторая волна переселенцев. С 1954 года местами наиболее массового набора населения стали различные области Украины. Указом Президиума Верховного Совета РСФСР от 21 августа 1945 года Мамбет-Аджи-Вакуфа был переименован в Луговое и Мамбет-Аджи-Вакуфский сельсовет — в Луговской. С 25 июня 1946 года селение в составе Крымской области РСФСР, а 26 апреля 1954 года Крымская область была передана из состава РСФСР в состав УССР. Время упразднения сельсовета и включения в Токаревский пока не установлено: на 15 июня 1960 года село уже числилось в составе. Указом Президиума Верховного Совета УССР «Об укрупнении сельских районов Крымской области», от 30 декабря 1962 года Кировский район был упразднён и село присоединили к Нижнегорскому. 1 января 1965 года, указом Президиума ВС УССР «О внесении изменений в административное районирование УССР — по Крымской области», вновь включили в состав Кировского. Ликвидировано в период с 1968 года, когда Луговое ещё записано в составе Токаревского сельсовета и 1977, когда уже значилось в списках упразднённых.

### Динамика численности населения
| - 1805 год — 126 чел. - 1892 год — 135 чел. - 1902 год — 83 чел. | - 1915 год — 9/117 чел. - 1926 год — 171 чел. - 1939 год — 203 чел. |